# DICOM
Digital Imaging and Communication in Medicine (DICOM) е стандарт, който е проектиран за нуждите на производителите и потребители на апаратура за медицински изображения. Стандарта спомага за приемането, съхранението, разпространението и разглеждането на медицински изображения, които са направени чрез медицинска техника като компютърната томография, ядрено магнитна-резонанс томография, ултразвук и др. С помощта на стандарта се изгражда цифрова комуникация между диагностичните и терапевтичните уреди и системи от различни производители. Такава свързаност е важна за спестяването на много разходи в областта на здравеопазването. DICOM потребителите могат много лесно да използват медицинската диагностика даже и през големи географски области и да извлекат максимална полза от съществуващите медицински ресурси. За пример си представете скенери за КТ, ЯМР, лазерни принтери, цифрови носители за снимки, потребителски компютри, сървъри, направени от различни производители и монтирани на едно място или на много отдалечени места, могат да „говорят едно с друго“ със средствата на DICOM стандарта. И като резултат медицинските изображения могат да бъдат получавани от устройствата много по бързо и да достигат до лекарите, които да направят диагнозите, а терапевтите да направят съответното лечение.

## История
През 1983 г. American College of Radiology (ACR) and the National Electrical Manufacturers Association (NEMA) формират обща комисия, която да се заеме с разработването на стандартни средства и механизми, с които да се осъществи съвместимост и комуникация между различните типове медицинско оборудване (като КТ, ЯМР, ултразвук). Мисията на тази група е да намери вече съществуващи стандарти или да разработи нови. Като допълнение към тази спецификация трябва и да се направи и единен речник на данните, които са необходими за правилното представяне и интерпретация на изображенията.
Комитета разглежда много от съществуващите до момента стандарти, но не е намерен нито един, който да задоволи изцяло изискванията. Обаче са намерени някои доста добри идеи. Една година преди това, American Association of Physicists in Medicine (AAPM) е разработила стандартен формат за записване на изображения върху магнитен носител. Заглавната част е съдържала описание на изображението заедно с данни (като име на пациент, тегло и др.). Именно оттук комитета взел идеята за използването на елементи от данни с променлива дължина като всеки елемент се идентифицирал с име.
След две години на разработване, първата версия на стандарта, ACR-NEMA 300 – 1985 (още наричана ACR-NEMA Version 1.0) е разпространена през 1985 от NEMA. Както при всички първи версии на даден продукт, са намерени грешки и са предложени много подобрения. Комитета упълномощава Working Group (WG) VI да се грижи и да следи отблизо стандарта след неговото публикуване. WG отговаря на въпросите на разработчиците и започва да работи върху промените за подобряване на стандарта.
През 1988 г., ACR-NEMA 300 – 1988 (или ACR-NEMA Version 2.0) е публикуван. Използва се същата спецификация техническата апаратура, но се добавят нови елементи и се оправят голям брой грешки и несъответствия.
Проблемът обаче бил вече друг. С навлизането на комуникациите много потребители на стандарта са искали единен интерфейс за връзка между медицинските устройства и мрежата, а във версия 2.0 липсва стандартизация за работа с мрежова комуникация и не е била проектирана да може апаратурата да се свързва направо към комуникационната мрежа. За да се решат тези проблеми е трябвало да се направят основни промени в стандарта. Комитета одобрява веднага идеята за нова версия на стандарта, която да съвместима със старите версии и да удовлетворява някои ограничения. Като заключение за най-важните промени за новата версия на стандарта са били изграждането на единен интерфейс за комуникация по мрежа, и единен обектно-ориентиран дизайн за данните. Като допълнение е трябвало да се изследва типовете услуги необходими за комуникация върху мрежи от различни видове.
След три години работа, WG VI, с много цени съвети от производителите на медицинска апаратура и от различни университетите, пуска 3-та версия на стандарта ACR-NEMA DICOM (още наричана DICOM 3.0).
Най-просто казано, DICOM е стандарт за предаване на медицински изображения и свързаната с тях информация. Той се различава от ACR-NEMA версия 1.0 и 2.0 в няколко важни отношения. Най-важното е, че основния дизайн на стандарта е променен. Версия 1.0 и 2.0 разчита на косвения модел на информацията, която е използвана в рентгенологията. Елементите с данни са групирани по опита на дизайнерите на протокола, и макар че да бяха организирани непълно можеше да се пренесе необходимата информация. За разлика, DICOM се осланя на ясно формулирани и изчерпателни модели на основните „обекти“ (пациент, снимки, доклади, изследвания и др.) в рентгенологията и какви са връзките между тях. Тези модели се наричат същност-връзки (entity – relationship или E-R) и са средството, с което производителите и потребители могат да са разберат основните принципи за разработването на данните в DICOM.